# Johann Nikolaus Pechlin
Johann Nikolaus Pechlin oder Johann Nicolaus Pechlin (* 20. Dezember 1646 in Leiden; † 4. Februar 1706 in Stockholm) war ein deutsch-niederländischer Mediziner und Prinzenerzieher.

## Leben
Der Pastorensohn Pechlin studierte in seiner Geburtsstadt Leiden Medizin und wurde dort nach Verteidigung seiner Dissertatio de apoplexia 1667 zum Dr. med. promoviert. Anschließend unternahm er eine größere wissenschaftliche Reise durch Italien und hielt sich einige Zeit an dortigen Hochschulen auf. 1678 wurde Pechlin zum zweiten Professor der Medizin an der Universität Kiel neben Johann Daniel Major ernannt. Nach Streitigkeiten mit Major verließ Pechlin 1680 Kiel und ging als „Professor in absentia“ und Leibarzt von Herzog Christian Albrecht von Holstein-Gottorf mit dem Titel Hofrat nach Schloss Gottorf; zugleich wurde er Präfekt der Gottorfer Bibliothek. Dem 1740 der Familie Pechlin gegebenen Adelspatent ist zu entnehmen, dass er später auch noch zum Justiz- und Kanzleirat aufstieg. Pechlin begleitete den jungen Herzog Friedrich IV. von Holstein-Gottorf 1698 nach Stockholm, wo der Herzog Hedwig Sophie von Schweden – eine Schwester von König Karl XII. von Schweden – ehelichte. Nachdem Herzog Friedrich IV. im Jahr 1702 gefallen war, reiste Pechlin 1704 als Begleiter und Erzieher des vierjährigen Herzogs Karl Friedrich von Holstein-Gottorf erneut nach Stockholm, wo er im Februar 1706 verstarb.
Am 11. April 1678 wurde Pechlin mit dem Beinamen Telamon I. zum Mitglied der Leopoldina gewählt und 1688 wurde er Mitglied (Fellow) der Royal Society.
Seit 1679 war er mit Anna Dorotea Langelott (* 1661) verheiratet, der Tochter seines Vorgängers als Leibarzt, Joel Langelott. Ein Sohn des Paares, Johann von Pechlin, wurde in den deutschen Freiherrenstand erhoben und war gottorfischer Kanzler in der Großfürstlichen Zeit. Dessen Sohn Carl Fredrik Pechlin wurde schwedischer General und Politiker und war in die Ermordung des Königs Gustavs III. verwickelt.

## Schriften
Ein Verzeichnis findet sich bei Eloy: Dict. hist. de la méd., Mons 1779 III, S. 507 sowie bei Albrecht von Haller, Bibl. anat. I 598, Bibl. chir. I 419 und Bibl. med. pract. III 221
- unter dem Pseudonym Janus Philadelphus: Consultatio desultoria de optima Christianorum secta, et vitiis pontificiorum. Prodromus religionis medici. 2 Auflagen 1688 und 1709
  - (Digitalisat des Exemplars der Bayerischen Staatsbibliothek)
- unter dem Pseudonym Janus Leonicenus: Metamorphosis Æsculapii & Apollinis pancreatici. 2 Auflagen 1672 und 1673
  - (Digitalisat der Ausgabe Grenoble 1672 aus der Bibliothek des Dickinson College)
  - (Digitalisat der Ausgabe Leyden 1673  aus der Bibliothek des Dickinson College)
- De purgantium medicamentorum facultatibus exercitatio nova. 6 Auflagen zwischen 1672 und 1702

(Digitalisat der Ausgabe Amsterdam 1672 aus der Bibliothek des Dickinson College)
- De habitu & colore Aethiopum, qui vulgo nigritae liber.Kiel 1677
  - (Digitalisat des Exemplars aus der Bibliothek der University of Michigan)
- De aeris et alimenti defectu, et vita sub aquis, meditatio. 1676
- Exercitatio Anatomico-Medica, De Fabrica Et Usu Cordis. 1676, Neuauflage 1747
- Theophilus Bibaculus; sive, De potu theae dialogus. 7 Auflagen 1684
- 0bservationum physico-medicarum libri III Hamburg: Schultze 1691
- unter dem Pseudonym Venantius Pacatus: Solitudo: seu querela de tempore. Hamburg: B. Schiller 1704